# Hamburg-Stellingen
Stellingen ist ein Stadtteil im Bezirk Eimsbüttel der Freien und Hansestadt Hamburg. Langenfelde gehört ebenfalls zum Stadtteil Stellingen.

## Geschichte
Der Name Stellingen leitet sich wahrscheinlich von der Ortsgründung durch einen Mann namens Stallo ab, einem altgermanischen Mannesnamen. Nach einer anderen Deutung führt der Name auf die ostfriesische Bezeichnung für einen Gerichtsstuhl zurück.
Steinzeitliche Funde von 1937, darunter eine Rengeweihhacke und mehrere Gefäßscherben von Urnenfriedhöfen aus der Eisenzeit, weisen auf die frühe Besiedlung Stellingens hin.
Urkundlich erwähnt wurde Stellingen (Stelling) aber erst 1347 in den Eppendorfer Kirchenbüchern. 1460 verzichtete die Pinneberger Grafschaft auf holsteinische Erbansprüche. Stellingen wurde ab 1640 dänisch und hatte unter dem Dreißigjährigen Krieg und den späteren Kriegen Dänemarks zu leiden. Ab den 1730er-Jahren verwalteten Mitglieder der Familie Kölln als Vögte den Ort; ihr Sitz lag auf dem Hof „Vogthufe“ in der heutigen Vogt-Kölln-Straße. 1777 errichtete der dänische König Christian VII. eine Zollstation in Stellingen, und zwar an der heutigen Kieler Straße. Zu dieser Zeit erfolgte auch die erste Nennung Langenfeldes. Die Kieler Straße wurde 1830 bis 1832 zur Chaussee ausgebaut. Erster hauptamtlicher Gemeindevorsteher Stellingens war ab 1882 der Stellmachermeister Joachim Wördemann, zu dessen Ehren der „Wördemanns Weg“ benannt ist.
In der Folge des Deutsch-Dänischen Krieges 1867 fiel Stellingen an die preußische Provinz Schleswig-Holstein. Mit der Eingemeindung von Stellingen-Langenfelde nach Altona endete 1927 deren „Unabhängigkeit“. Durch das Groß-Hamburg-Gesetz von 1937 wurde Altona ein Bezirk und Stellingen ein Stadtteil von Hamburg. Seit 1951 gehört Stellingen zum Bezirk Eimsbüttel.
Wichtige Erwerbsquelle der Stellinger Bauern war zu dieser Zeit der Milch- und Butterhandel. Die „Bodderbuern“ zogen mit ihren Planwagen über das Land und tauschten ihre Milchprodukte gegen Geflügel, Schinken und Würste ein. Die weiblichen Familienmitglieder hingegen verkauften die Milchprodukte in den Städten Altona und Hamburg.

Stellinger Kirche in der Molkenbuhrstraße zu Anfang des 20. Jahrhunderts (1908 oder später), 1943 zerstört und nach dem Krieg durch ein neues Kirchengebäude ersetzt

1875 wurde von der erstmals auf Grundlage der schleswig-holsteinischen Gemeindeverfassung gewählten Gemeindevertretung die Zustimmung zum Bau einer Straßenbahn gegeben, die Stellingen auf der Strecke Kieler Straße mit Altona und Eidelstedt verbinden sollte. 1907 öffnete der bekannte Hagenbecks Tierpark. 1921 begann der Bau der „Gartenstadt Langenfelde“ auf dem Gebiet einer ehemaligen Ziegelei durch die „Siedlungsgemeinschaft für Kriegsversehrte“.
Während des Zweiten Weltkriegs wurden in Langenfelde ca. 38 Prozent der Gebäude zerstört.
Der Stadtteil ist stark durch Verkehrsachsen geprägt. Im Rahmen einer „Stadtteilreparatur“ wurde der Hamburger Deckel in einer Länge von 900 Metern auch über den Autobahnabschnitt von der Anschlussstelle Stellingen bis zur nördlichen Güterumgehungsbahn gebaut. Bis zum Sommer 2024 soll der Deckel begrünt sein.
Nach der bereits erfolgten Verlagerung des Sportplatzes zwischen Sportplatzring, Basselweg und Stellinger Steindamm wird dort mit 700 Wohnungen die sogenannte „Neue Mitte Stellingen“ entstehen. Als Teil des neuen Quartiers entstehen am Sportplatzring insgesamt 9 Wohngebäude der SAGA, die am Standort erste Vorhaben vollendet hat: Im Mai 2020 wurden 55 Wohnungen und eine Kita übergeben sowie im Februar 2022 weitere 123 Wohnungen und drei Gewerbeeinheiten. Die SAGA Unternehmensgruppe und das Bauunternehmen Peter Ahrens haben im April 2023 den Grundstein für 153 Wohnungen am Sportplatzring gelegt.
Perspektivisch soll hier auch die Haltestelle der noch im Planungsstadium befindlichen Linie 5 der U-Bahn gebaut werden.

## Statistik
(Quelle: )
- Anteil der unter 18-Jährigen: 15,7 % [Hamburger Durchschnitt: 16,8 % (2023)]
- Anteil der über 64-Jährigen: 17,6 % [Hamburger Durchschnitt: 17,8 % (2023)]
- Ausländeranteil: 22,8 % [Hamburger Durchschnitt: 20,7 % (2023)]
- Anteil von Leistungsempfängern nach SGB II: 9,1 % [Hamburger Durchschnitt: 10,0 % (2023)]
- Arbeitslosenquote: 6,1 % [Hamburger Durchschnitt: 6,2 % (2023)]

Das durchschnittliche Einkommen je Steuerpflichtigen beträgt in Stellingen 40.393 Euro jährlich (2020), der Hamburger Gesamtdurchschnitt liegt bei 48.035 Euro.

## Politik
Für die Wahl zur Hamburgischen Bürgerschaft gehört Stellingen zum Wahlkreis Stellingen – Eimsbüttel-West.
| Bürgerschaftswahl | SPD    | Grüne 1) | CDU    | Linke 2) | AfD    | FDP    | Übrige    |
| ----------------- | ------ | -------- | ------ | -------- | ------ | ------ | --------- |
| 2025              | 33,4 % | 21,5 %   | 15,6 % | 12,8 %   | 06,3 % | 01,6 % | 08,8 %    |
| 2020              | 39,4 % | 26,9 %   | 08,5 % | 10,6 %   | 04,6 % | 03,5 % | 06,4 %    |
| 2015              | 49,0 % | 13,8 %   | 12,3 % | 09,3 %   | 05,2 % | 05,7 % | 04,8 %    |
| 2011              | 51,9 % | 11,9 %   | 18,1 % | 06,4 %   | –      | 05,2 % | 06,5 %    |
| 2008              | 36,9 % | 09,4 %   | 39,4 % | 06,4 %   | –      | 04,3 % | 02,5 %    |
| 2004              | 33,0 % | 11,0 %   | 45,5 % | –        | –      | 02,7 % | 07,3 %    |
| 2001              | 38,2 % | 07,9 %   | 25,7 % | 00,7 %   | –      | 04,1 % | 23,6 % 3) |

Bei Bezirksversammlungswahlen gehört der Stadtteil zum gleichnamigen Wahlkreis Stellingen. Bei Bundestagswahlen zählt Stellingen zum Bundestagswahlkreis Hamburg-Eimsbüttel.

## Kultur und Sehenswürdigkeiten

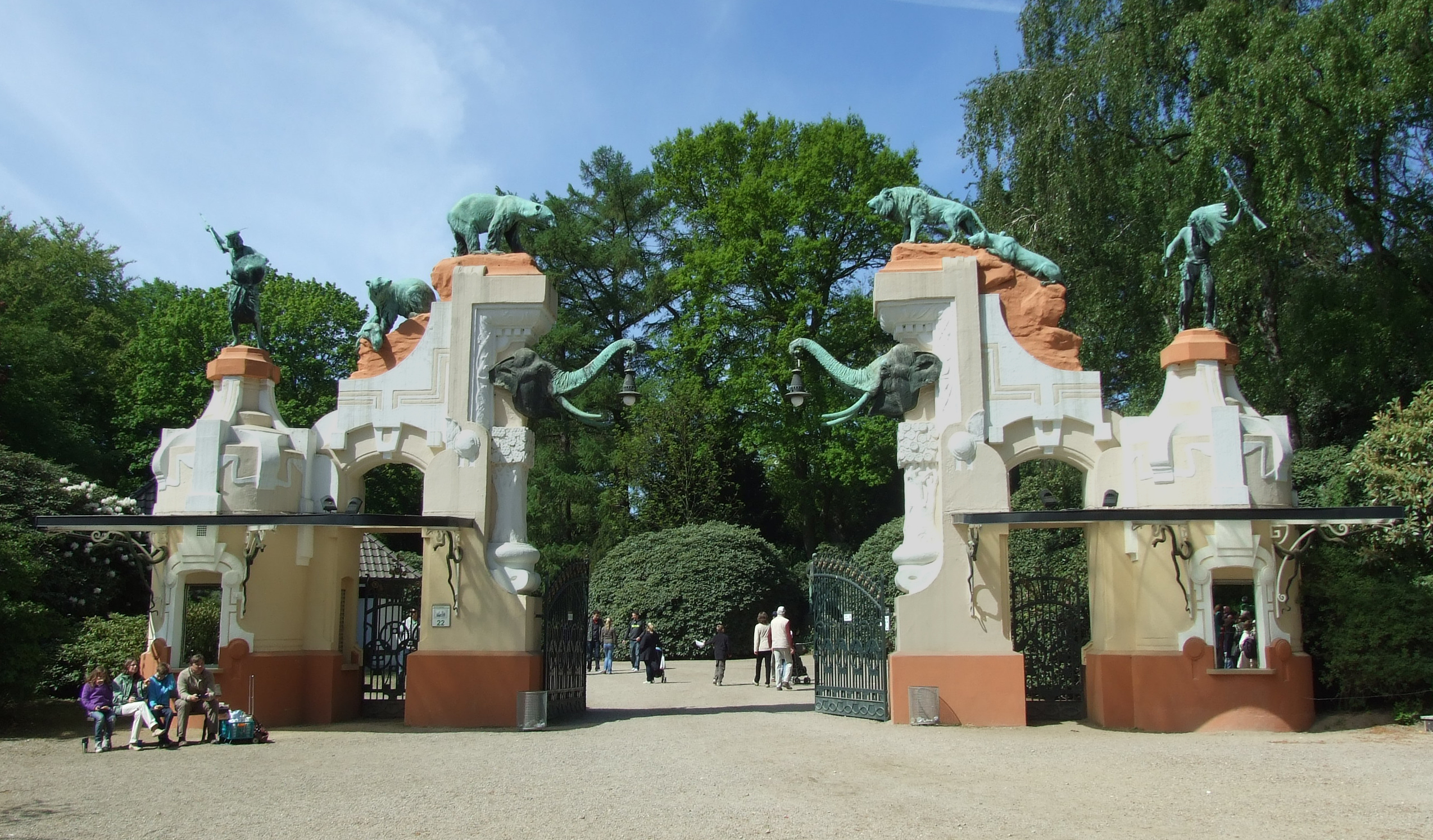
Ehemaliges Eingangsportal von Hagenbecks Tierpark

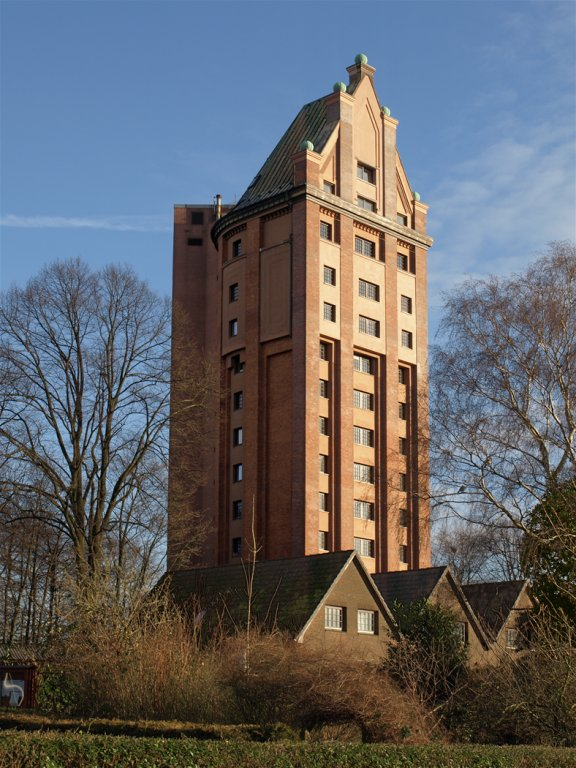
Stellinger Wasserturm

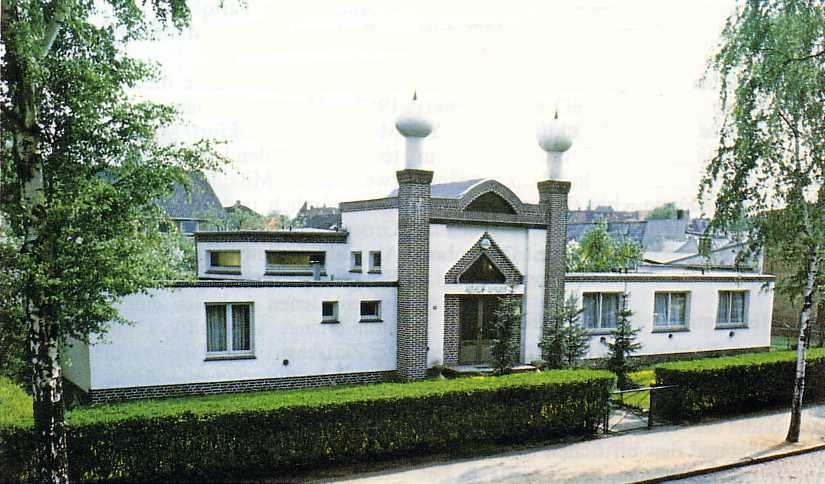
Fazle-Omar Moschee (1989)

### Tierpark und sonstige Parks
Weit über die Stadtteilgrenzen hinaus ist Hagenbecks Tierpark mit seinem denkmalgeschützten Tor bekannt, das allerdings mittlerweile kein Eingang mehr ist. Der neue Eingang befindet sich in unmittelbarer Nähe der Haltestelle Hagenbecks Tierpark der Linie U2 der Hamburger U-Bahn.
Nördlich von Hagenbecks Tierpark gibt es in Stellingen die sogenannte „Stellinger Schweiz“, korrekt eigentlich „Stellinger Feldmark“ (⊙), ein hügeliges Gebiet mit ländlichem Charakter. Dort gewinnen die Hamburger Wasserwerke Trinkwasser. Die Wiesen beim Sportpark Eimsbüttel und beim Tierpark heißen „Stadtpark Eimsbüttel“.

### Bauwerke
- Das architektonisch interessante ehemalige Rathaus von 1912 (⊙).
- Der Wasserturm von 1912 – zum Wohnhaus umgebaut.
- „Haus Göttsche“, Restaurant- und Wohnhaus von 1928, Kieler Straße/Ecke Dörpkamp von  Konstanty Gutschow[3]
- Eine dem heiligen Prokop geweihte russisch-orthodoxe Kirche.
- Die Fazle-Omar-Moschee wurde am 22. Juni 1957 in der Wieckstraße eröffnet. Sie ist die zweitälteste Moschee in Deutschland und der erste Moscheeneubau nach dem Zweiten Weltkrieg.
- Werner Kallmorgen errichtete 1963 ein kleines Ladenzentrum an der Einmündung der Alten Volksparkstraße in die Kieler Straße. Es befindet sich in einem sehr schlechten Zustand und wurde 2017 an einen Investor verkauft.[4][5][6]
- Ein markantes Eislaufzelt von Jörg Schlaich.
- Neubau Gemeindezentrum der Ev.-Luth. Kirchengemeinde[7]

### Sport
Zwischen der Hagenbeckstraße, der Koppelstraße und den Gleisen der U-Bahn befindet sich der Sportpark Eimsbüttel. Dort gibt es zwei Rasen-Fußballplätze, einen mit Tribünen. Aktuell (2023/24) tragen dort der Eimsbütteler TV und die zweite Mannschaft des HSV (beide Regionalliga) ihre Heimspiele aus. Auch das ehemalige Bundesliga-Frauenteam des HSV und der Verein Camlica Genclik waren im Sportpark zu Hause. Außerdem gibt es ein Eislauf- und Radstadion, das ein markantes Zeltdach hat, die Squashanlage Sportwerk Hamburg, Heimspielstätte der Bundesligamannschaft von Sportwerk Hamburg Walddörfer, sowie die Tennisanlage des Vereins Grün-Weiss Eimsbüttel.
Historisch war der HSV-Vorläufer Falke 06 ein Stellinger Verein, zeitweise auch Union 03 (von 1909 bis 1913 an der Kieler Straße), später traten untere und Jugendmannschaften des ESV, eines Vorläufers von Grün-Weiß Eimsbüttel, im Sportpark an.
Am Sportplatzring lag das Stellinger Stadion (⊙) mit zwei Hartplätzen und einem Rasenplatz. 2017 wurde der Sportplatz zur Vogt-Kölln-Straße verlegt. Hier tragen die Mannschaften des TSV Stellingen 88, des SV West-Eimsbüttel und des HFC Falke ihre Punktspiele aus.
Außerdem gibt es zwei Regionalsporthallen in Stellingen, zu einem die Sporthalle Wegenkamp und die Sporthalle Hagenbeckstraße in der Gesamtschule Stellingen, in denen diverse Vereine aus dem Stadtteil trainieren und ihre Punktspiele und Turniere austragen.

### Friedhof
Der Stellinger Friedhof gehört der Evangelisch-Lutherischen Kirchengemeinde Stellingen und liegt an der Ecke Molkenbuhrstraße / Johann-Wenth-Straße. Es können unabhängig vom Wohnort Verstorbene aller Konfessionen beerdigt werden.

## Wirtschaft und Infrastruktur

### Ansässige Unternehmen
Der Hygiene-Spezialist Bode Chemie hat hier seinen Firmensitz, ebenso nach Umzug die Langebartels & Jürgens Druckereigesellschaft mbH.
Außerdem hat die IKK Hamburg, heute eine der Hauptverwaltungen der IKK classic, direkt an der Autobahnanschlussstelle Stellingen ihren Sitz.
Einer der drei Hauptstandorte des TÜV Nord in Deutschland befindet sich in Hamburg-Stellingen.

### Verkehr

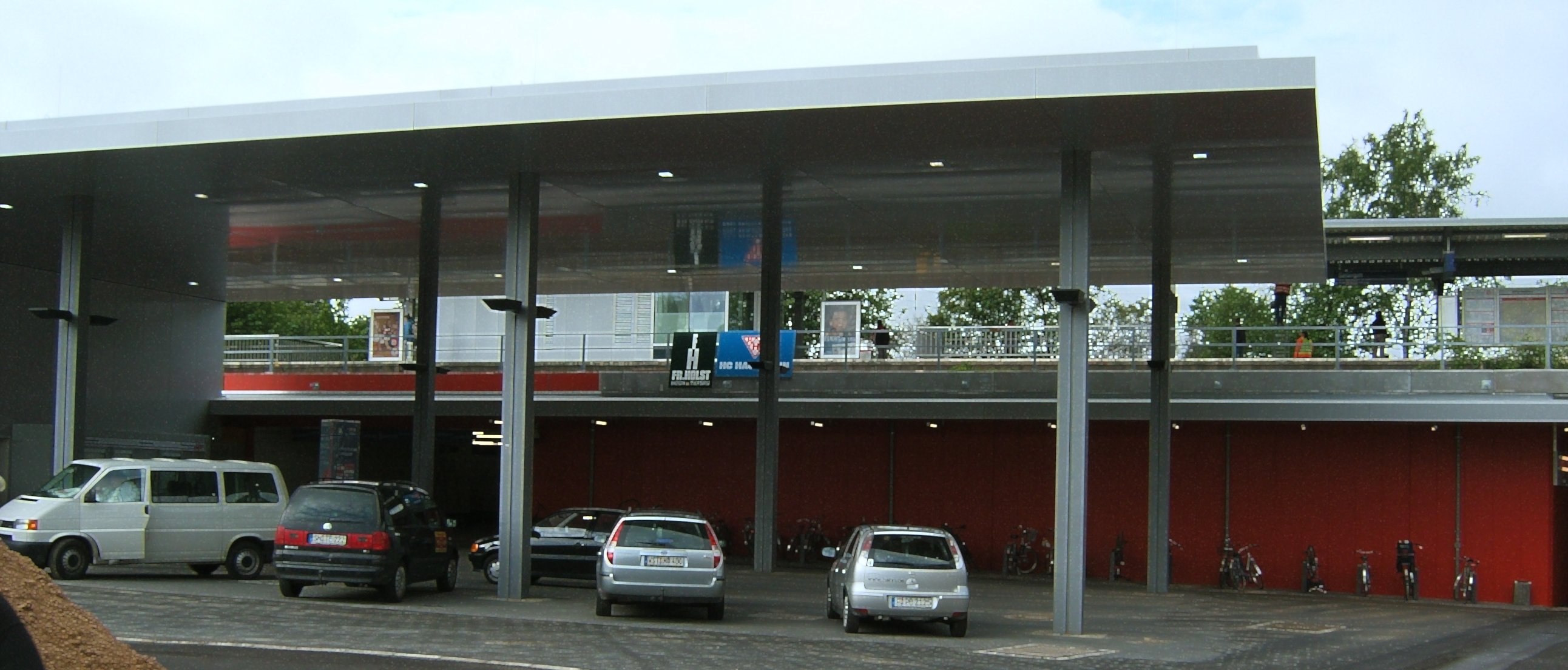
S-Bahn-Haltepunkt Stellingen

In Stellingen liegen die S-Bahn-Stationen Hamburg-Eidelstedt, Hamburg-Stellingen und Hamburg-Langenfelde an der Bahnstrecke Hamburg-Altona–Kiel. Die beiden erstgenannten wurden bis zur Fußball-Weltmeisterschaft 2006 umgebaut, bei der einige Spiele im benachbarten Volksparkstadion in Bahrenfeld stattfanden. Ferner liegt der nur zu betrieblichen Zwecken genutzte Bahnhof Hamburg-Stellingen an der Bahnstrecke Hamburg-Altona–Neumünster.
Unmittelbar hinter der Stadtteil-Grenze zu Lokstedt befindet sich der U-Bahnhof Hagenbecks Tierpark der Linie U2.
An der Grenze zum Stadtteil Eidelstedt verläuft die Güterumgehungsbahn Hamburg einspurig auf einem Damm.
An der Autobahn-Anschlussstelle Hamburg-Stellingen zweigen die Bundesstraßen 4 und 5 von der Bundesautobahn 7 ab. Die Kreuzung Kieler Straße/Sportplatzring zählt zu den am stärksten befahrenen Knotenpunkten Hamburgs.

### Feuerwehr

Wehrwappen der Freiwilligen Feuerwehr Hamburg-Stellingen F1931

Seit 1885 hat Stellingen seine eigene Freiwillige Feuerwehr (FF) mit Sitz in der Melanchthonstraße, an dem sich zuvor das Stellinger Gefängnis befand. Infolge des Groß-Hamburg-Gesetzes von 1937 wurde die FF (F 1931) in die Feuerwehr Hamburg eingegliedert. Die Aufgaben der FF Stellingen bestehen darin, die Berufsfeuerwehr in Fragen der Abwehr von Gefahren für die Allgemeinheit zu unterstützen. Des Weiteren ist die Stellinger Feuerwehr im Katastrophenschutz (Deichverteidigung) tätig und hat die sogenannten Sonderkomponenten „Dekontamination und Reinigung“ sowie „Spüren und Messen“ übernommen. Seit 1976 engagiert sich die FF Stellingen mit ihrer Jugendfeuerwehr erfolgreich in der Jugendarbeit. Die JF Stellingen hat mit dem Mineola Junior Fire Department eine Partnerjugendfeuerwehr in den Vereinigten Staaten.
Seit 1966 gibt es am Basselweg die Feuer- und Rettungswache Stellingen (F15) der Berufsfeuerwehr. Diese wurde 1996 erweitert und hat heute 105 Mitarbeiter. Neben umliegenden Stadtteilen ist diese Feuerwache auch für die stark befahrenen Autobahnen A7 auf dem Abschnitt
Bahrenfeld bis Quickborn sowie A23 vom Autobahndreieck Nordwest-Dreieck bis Halstenbek zuständig.

### Polizei
Seit 1977 hat das Polizeikommissariat 27 seine Wache neben dem Stellinger Rathaus.
Dieses Kommissariat ist auch für Eidelstedt zuständig.

### Bildung

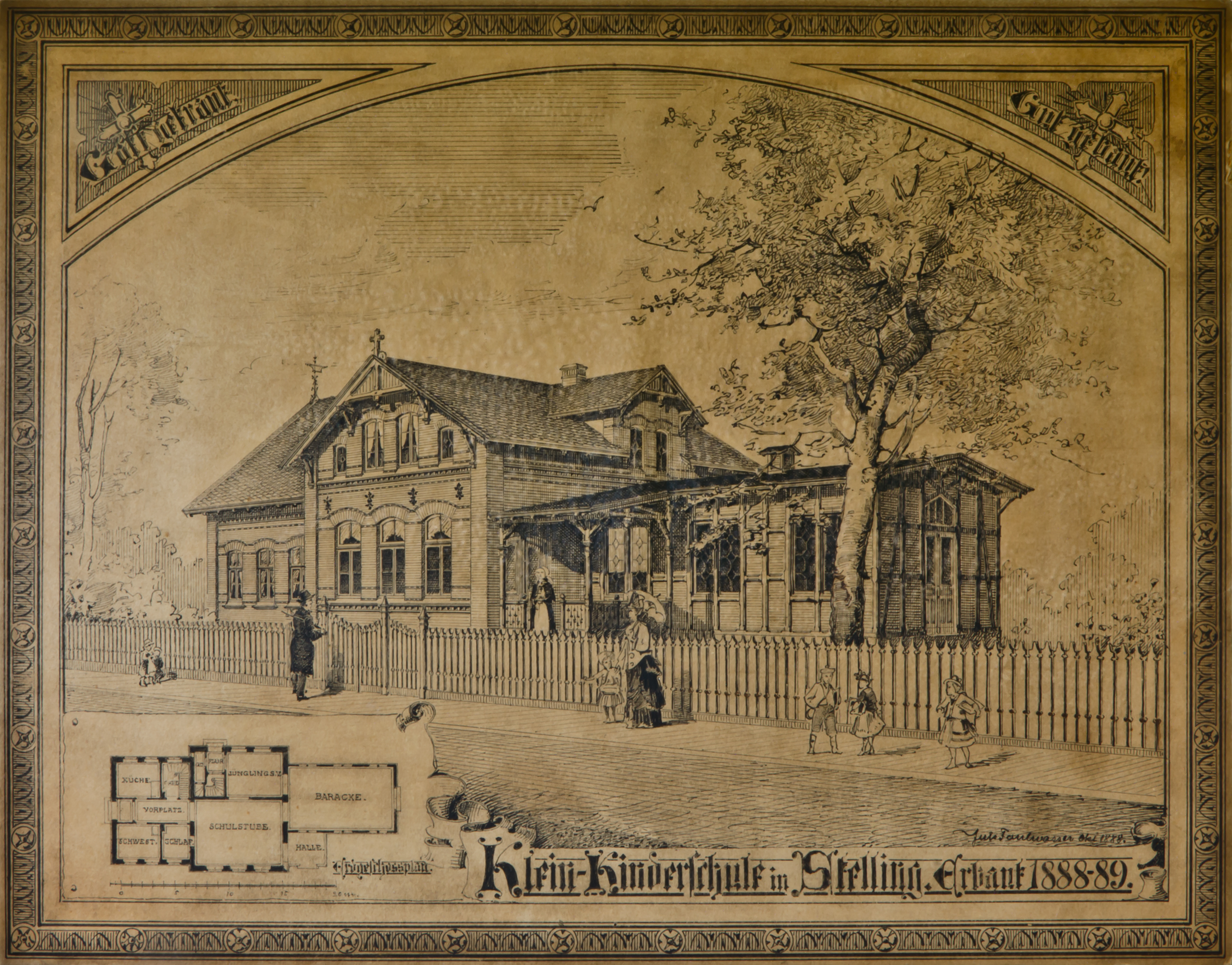
Kleinkinderschule in Stellingen 1889

Stellingen verfügt über die die Grundschulen Brehmweg, Molkenbuhrstraße und Wegenkamp.
Als weiterführende Schulen gibt es die Stadtteilschule Stellingen mit der Oberstufe am Sportplatzring sowie das Albrecht-Thaer-Gymnasium.
Der Fachbereich Informatik der Universität Hamburg hat seinen Sitz in der Vogt-Kölln-Straße.
Die Evangelische Fachschule für Sozialpädagogik und die Berufsfachschule für Sozialpädagogische Assistenz befinden sich zusammen am Wördemannsweg.

## Persönlichkeiten

### In Stellingen geboren
- Michael Wilhelm Hillmer (1811–1871), Essigfabrikant und Mitglied der Hamburgischen Bürgerschaft
- Wilhelm Laage (1868–1930), Maler und Holzschneider
- Hans Henny Jahnn (1894–1959), Schriftsteller, politischer Publizist, Orgelbauer und Musikverleger
- John Wittorf (1894–1981), kommunistischer Politiker
- Olli Schulz (* 1973), Singer-Songwriter, Schauspieler und Moderator

### Mit Stellingen verbunden
- Carl Hagenbeck (1844–1913), Tierhändler, Völkerschauausrichter und Zoodirektor, eröffnete 1907 Hagenbecks Tierpark in Stellingen
- Hugo Haase (1857–1933), Karussellbauer, eröffnete 1914 einen Vergnügungspark in Stellingen
- Kurt Bauer (1904–1982), Bildhauer
- Burchard Bösche (1946–2019), Jurist, Gewerkschafter und Autor von Büchern zu den Genossenschaften
- Holger de Vries (* 1967), Dr.-Ing., Sachverständiger, Marineoffizier, Hauptbrandmeister, deutscher Fachbuchautor[8][9]